# サゴマイザー

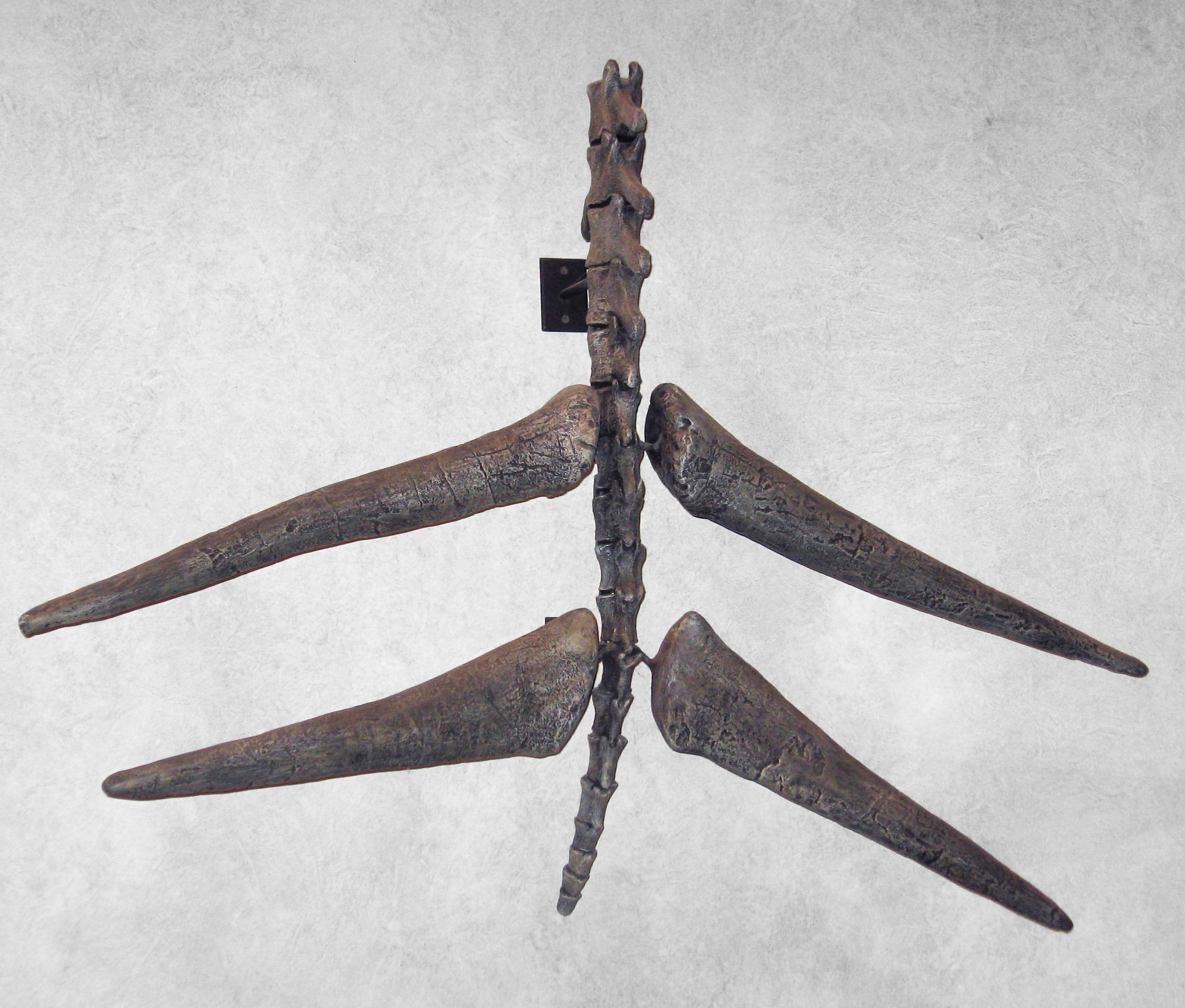
ステゴサウルスの尾のサゴマイザー

サゴマイザー(thagomizer) は剣竜類の恐竜に特徴的な4～10本の尾の先のスパイク状の構造のことで、古生物学用語である。これらのスパイクは捕食者から身を守るための武器として使われたと考えられている。
「サゴマイザー」という名は造語であり、1982年にコミックアーティストであるゲイリー・ラーソンが｢ザ・ファーサイド｣ ( The Far Side)というカートゥーン（漫画の1種）の中で用いたのが最初だった。原始人の講師が剣竜類の尾のスパイクについて「故Thag Simmonsにちなみ『サゴマイザー』と呼ぶ」と解説するシーンがあり、それが次第にケネス・カーペンター等の研究者によって科学的な研究や教育の場でも正式に使用されるようになった。

## 古生物学
スパイクは、1914年にギルモアによって提唱されたように単にディスプレイとして使用されたのか、またはバッカーが唱えたように武器として使用されていたのかで議論されている。バッカーは、剣竜類の尾椎には他の鳥盤類と違って骨化した腱がないためはるかに柔軟性があり、サゴマイザーを武器にしているとしか考えられないとした。彼はまた、剣竜類の後肢が前肢と比べて大きく発達している点について、強い力で尾を振り回す際にふんばったり、身体の尾側の向きを機敏に変えるための進化であると説明した。ケントロサウルスの模型を使った分析では、尾は体の側面の位置まで曲げることが可能で、恐らく捕食者を攻撃できたことを示した。
2001年、マクウィニーらによってサゴマイザーの強度などの研究が行われた。それによると、サゴマイザーには相手に致命傷を負わせるだけの威力があったことが示唆された。この研究結果はサゴマイザーが捕食者との戦闘に使われたという説を指示する。
護身用の武器だったことはステゴサウルスの標本でもその証拠として記載されたことがある。アロサウルスの尾椎にあった刺創の治癒痕にステゴサウルスのサゴマイザーがフィットしたとされた。
ステゴサウルス・ステノプス Stegosaurus stenops は4本のスパイクを有する。それぞれが約60～90センチメートルの長さである。この構造が武器であった事の発見はステゴサウルス・ステノプスだけでなくいくつかの種で行われた。これらのスパイクは尾に対して平行に伸び、よく復元されるような垂直に伸びることはなかった。1877年にマーシュが記載したステゴサウルス・アルマトゥス S. armatus の尾にはステノプス種と異なり8本のスパイクがあるとされた。しかし現在の研究では本種でも4本だったことがわかっている。ちなみにアルマトゥス種は標本の保存の悪さから独自性が否定されている。